# Concerts per a orgue, op. 4 (Händel)
Els Concerts per a orgue i orquestra op. 4, HWV 289-294, formen un conjunt de sis concerts compostos per Georg Friedrich Händel entre el 1735 i el 1736. Escrits a Londres, foren publicats l'any 1738 per l'editor John Walsh com a opus 4.
Händel era un extraordinari organista com queda reflectit en les paraules de Johann Mattheson en el seu tractat de música de 1739, Der vollkommene Capellmeister: «Es pot dir que Händel, específicament, no pot ser fàcilment superat per ningú pel que fa a les seves habilitats amb l'orgue, tan sols potser per Bach a Leipzig».

## Context històric

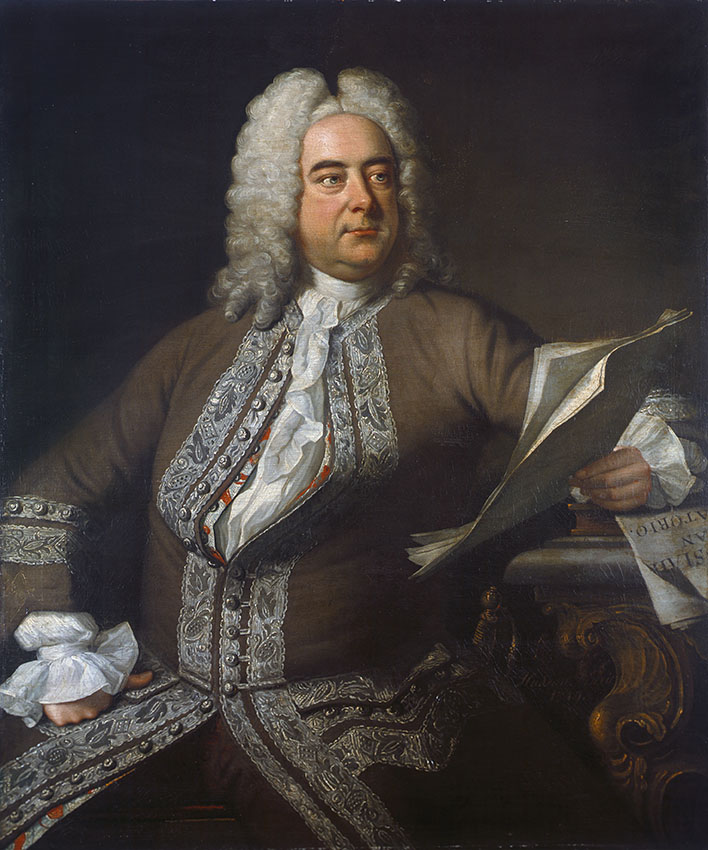
Georg Friedrich Händel.

Els sis concerts per a orgue i orquestra foren publicats per John Walsh en vida de Händel, el 1738. Foren compostos per amenitzar l'espera durant les pauses en els seus oratoris que es representaven habitualment al Covent Garden. Händel utilitza l'orgue, un instrument que habitualment es feia servir només en els serveis litúrgics; la seva proposta fou innovadora, ja que dona a l'instrument un caràcter més mundà i brillant. Per les seves característiques musicals es nota que l'execució d'aquests concerts no necessitava l'ús d'un instrument de mida gran; només de manera molt puntual demana l'ús del pedaler i això feia possible que els concerts també es poguessin tocar en un clavicèmbal. Els petits orgues de cambra tenien només un teclat, no hi havia pedals, i el seu so era més suau fet que feia possible que es pogués forma part d'una petita orquestra. Era una tipus especial de concert, més proper a la música de cambra.
Els quatre concerts HWV 290-293 havien estat compostos per a ser interpretats en les representacions dels oratoris Esther, Deborah i Athalia durant el mesos de març i abril de 1735 en el nou teatre del Covent Garden. Els altres dos concerts, HWV 289 i HWV 294, foren interpretats el febrer i el març de 1736 durant les representacions d' Alexander's Feast, HWV 75.
Les representacions d' Ester i Deborah seguien la partitura original; però en el cas d' Athalia era un arranjament diferent del que s'havia interpretat a l'estrena a Oxford l'estiu de 1733. El violinista Michael Christian Festing i el compositor Thomas Arne van comentar que Händel havia inclòs un orgue solista en l'arranjament i que Händel va fer sonar l'orgue de manera que va deixar tothom ben sorprès.
Segons el musicòleg Graham Cummings, Händel va idear els concerts per a orgue i orquestra perquè es trobava amb dificultats financeres, ja que patia la competència de l'Opera of the Nobility, una companyia teatral de recent formació. Va decidir de presentar-se com a virtuós de l'orgue, desafiant així el cèlebre castrato Farinelli, la gran figura de la companyia rival. El 1776 John Hawkins, a General History of the Science and Practice of Music, parlà dels concerts per a orgue de Händel de la següent manera:
| « | (Handel) El seu sorprenent domini de l'instrument, la plenitud de l'harmonia, la grandesa i la dignitat del seu estil, l'abundància de la seva imaginació i la fertilitat de la seva invenció són les qualitats que destaquen... Quan va realitzar un concert per a orgue, normalment el seu mètode era començar interpretant un moviment a l'estil del voluntari que subjuga l'oïda amb el seu pas lent i solemne. Va tenir molta cura en l'harmonia, que es va expressar al màxim. Els passatges es concatenaven amb un art magnífic, per tal de donar a la totalitat una intel·ligibilitat perfecta, però alhora donant una impressió de gran simplicitat. Aquest tipus de preludi va ser seguit pel concert realitzat amb un esperit i amb la certesa que ningú no ha intentat mai igualar. | » |

## Anàlisi musical
| HWV | Núm.         | Tonalitat             | Data de composició | Data d'estrena | Any de publicació | Moviments                                                                            | Notes |
| --- | ------------ | --------------------- | ------------------ | -------------- | ----------------- | ------------------------------------------------------------------------------------ | --- |
| 289 | Op. 4 núm. 1 | Sol menor / Sol major | 1735-1736          | 19 febrer 1736 | 1738              | Larghetto, i staccato - Allegro - Adagio - Andante                                   | Estrenat com a interludi de l'oratori Alexander's Feast, HWV 75. El darrer moviment és un minuet amb variacions, extret de la trio sonata en fa major, op. 6 núm. 6. |
| 290 | Op. 4 núm. 2 | Si bemoll major       | 1735               | 5 març 1735    | 1738              | A temps ordinari, i staccato - Allegro - Adagio, i staccato - Allegro, ma non presto | Estrenat com a interludi de l'oratori Esther, HWV 50b. El primer moviment és una versió ampliada de la symphonia del mottetto per a soprano, Silete venti. En el segon moviment, reutilitza material temàtic de la trio sonata op. 2 núm. 4.                                                                                    |
| 291 | Op. 4 núm. 3 | Sol menor             | 1735               | 5 març 1735    | 1738              | Adagio - Allegro - Adagio - Allegro                                                  | Del darrer moviment existeixen diverses versions. Estrenat com a interludi de l'oratori Esther HWV 50b. Inclou parts extretes de la trio sonata op. 2 núm. 6, de la sonata per a flauta op. 1 núm. 2 i d'un concert per oboè. Els primeres compassos del primer moviment foren reutilitzats en el Concerto grosso op. 3 núm. 3. |
| 292 | Op. 4 núm. 4 | Fa major              | 25 març 1735       | 1 abril 1735   | 1738              | Allegro - Andante - Adagio - Allegro                                                 | Originàriament acaba amb un Alleluja, un breu final orquestral probablement compost per Händel per a les publicacions de Walsh. Gran part del primer moviment prové de la introducció de la segona versió del cor. Això es troba a "Questo è in cielo" del primer acte de l'òpera Alcina.                                       |
| 293 | Op. 4 núm. 5 | Fa major              | 1735               | 26 març 1735   | 1738              | Larghetto - Allegro - A la Siciliana - Presto                                        | Estrenat com a interludi de l'oratori Deborah, HWV 51. Transcripció de la Sonata per a flauta] op. 1 núm. 1. |
| 294 | Op. 4 núm. 6 | Si bemoll major       | 1736               | 19 febrer 1736 | 1738              | Andante allegro - Larghetto - Allegro moderat                                        | Estrenat com a interludi de l'oratori Alexander's Feast, HWV 35. Originàriament compost per a arpa. |

### HWV 289
El larghetto inicial d'aquest concert té dos temes per al ritornello: una amb la indicació de Forte i un en Piano, amb l'orgue que fa la resposta en forma d'eco. La allegro següent, en sol major, és conté passatges brillants, virtuosos, amb semicorxeres en la part de l'orgue, acompanyat pel tutti de l'orquestra. Un breu adagio en mi menor condueix a un minuet en sol major amb dues variacions. L'eco de les respostes de la corda tenen les indicacions de Piano i Pianissimo; i l'orgue, a vegades, només està acompanyat pel baix continu.

### HWV 290
Aquest concert sembla ser, per l'estil, una de les primeres composicions de Händel a Londres. En canvi, les sèries de semicorxeres aparentment convencionals, mostren la maduresa i la inventiva del compositor.

### HWV 291
En el primer moviment, les parts solistes per al violí i el violoncel són una adaptació parcial de material dels solos de la trio sonata en la qual s'inspira aquest concert.

### HWV 292
Aquest concert té tres moviments. Una adagio breu en re menor fa d'enllaç entre el segon moviment i la fuga conclusiva. L'andante està escrit per a instruments de corda sense cembalo, mentre que en l'orgue està indicat l'ús de tres registres: diapasó obert, diapasó tancat i flautat, fet que fa suposar que el concert, probablement, va ser pensat per a un orgue de mida petita.

### HWV 293
És una transcripció de la Sonata per flauta op. 1 núm. 1. Aquest concert mostra l'estil de les composicions d'Arcangelo Corelli, autor que Händel coneixia personalment.
Originalment, aquest concert va ser compost per a l'arpista gal·lesa William Powell. Té tres moviments, i l'estil del concert fa pensar en les composicions juvenils de Händel.